# Trzecia planeta od Słońca
Trzecia planeta od Słońca (tytuł oryginalny: 3rd Rock from the Sun) – amerykański serial komediowy, emitowany w latach 1996–2001.

## Fabuła
Załoga kosmicznego statku ląduje na Ziemi, by poznać życie mieszkańców tej planety. Przybysze są przyjaźnie nastawieni wobec Ziemian. Jako bazę obierają dom w Ohio. Starają się niczym nie wyróżniać wśród tubylców; robią wszystko, by funkcjonować jak zwykła amerykańska rodzina. Próby zrozumienia przez kosmitów emocji i codziennych ludzkich zachowań są powodem licznych, zabawnych perypetii.

## Obsada
- French Stewart – Harry Solomon
- Kristen Johnston – Sally Solomon
- Joseph Gordon-Levitt – Tommy Solomon
- John Lithgow – Dick Solomon
- Jane Curtin – Mary Margaret Albright
- Elmarie Wendel – Mamie Dubcek
- Wayne Knight – Donald „Don” Leslie Orville
- Simbi Khali – Nina Campbell
- Chad Einbinder – Rico (1997–2001)
- Cousin Brucie Morrow – ojciec Rice (1996–1997)
- Larisa Oleynik – Alissa Strudwick (1998–2000)
- Marianne Muellerleile – Lucy (1998–1999)
- David DeLuise – Bug Pollone
- William Shatner – Wielka Głowa, główny szef gdy złożył wizytę na Ziemi

## Lista odcinków
| Seria | Seria | Liczba odcinków | Czas emisji                         |
| ----- | ----- | --------------- | ----------------------------------- |
|       | 1     | 20              | 9 stycznia 1996 − 21 maja 1996      |
|       | 2     | 26              | 22 września 1996 − 18 maja 1997     |
|       | 3     | 27              | 24 września 1997 − 20 maja 1998     |
|       | 4     | 24              | 23 września 1998 − 25 maja 1999     |
|       | 5     | 22              | 21 września 1999 − 23 maja 2000     |
|       | 6     | 20              | 24 października 2000 − 22 maja 2001 |

### Seria 1
| 1 | Brains and Eggs                        | 9 stycznia 1996  | 101 |
| Czterech kosmitów wylądowało na Ziemi, przyjmując ludzką postać. Dick Solomon jest wykładowcą na uczelni, Tommy Solomon jest uczniem w liceum, borykającym się z okresem dojrzewania. Sally Solomon ma za zadanie poznać, jak to jest być kobietą, a Harry znalazł się z nimi na Ziemi, bo jedno miejsce na statku było wolne. Dick Solomon zaczyna poznawać, czym są uczucia. Również po raz pierwszy się całuje. Misja, która miała zająć niewiele czasu, zostaje przedłużona przez głównego dowódcę – Dicka Solomona. |                                        |                  |     |
| 2 | Post-Nasal Dick                        | 16 stycznia 1996 | 105 |
| Dr Albright nie ma towarzystwa na wesele. Dick zgłasza się na ochotnika. Po raz pierwszy będzie uczestniczył w uroczystościach ślubnych Ziemian. Tommy wraca ze szkoły przeziębiony. Przy okazji zaraża wszystkich. Po raz pierwszy spotykają się z chorobą. Gdy przeziębienie osiąga apogeum, wszyscy myślą, że umierają. Dick Solomon, mimo choroby, decyduje się towarzyszyć doktor Albright podczas wesela. Myśląc, że zostało mu niewiele życia, wyznaje doktor Albright miłość. Następnego dnia nic nie pamięta i oboje udają, że nic się nie stało. |                                        |                  |     |
| 3 | Dick's First Birthday                  | 23 stycznia 1996 | 106 |
| Kosmiczni bohaterowie odkrywają nowy wątek z życia Ziemian: urodziny, a co się z tym wiąże, muszą ustalić swój wiek. Dick Solomon próbuje się odmłodzić przez farbowanie włosów oraz noszenie skórzanych spodni. Sally Solomon odkrywa uroki posiadania dojrzałego ciała. Dick jest załamany swoim wiekiem. Z pomocą przychodzi mu doktor Albright, która pomaga mu zaakceptować rzeczywistość. |                                        |                  |     |
| 4 | Dick Is From Mars, Sally Is From Venus | 30 stycznia 1996 | 103 |
| Sally poznaje, co to randki. Za namową dr Albright, umawia się z pracownikiem uniwersytetu. Po powrocie ze spotkania jest rozanielona. Jej randka obiecała, że do niej zadzwoni. Niestety, nie robi tego, co doprowadza Sally do opłakanego stanu emocjonalnego. Nina oraz dr Albright pomagają jej uzmysłowić sobie, że to nie jej wina, że Brad nie zadzwonił. To wina mężczyzn, że są tacy, jacy są. Sally stwierdza, że mężczyźni i kobiety, mimo tej samej (ludzkiej) rasy, są dwoma zupełnie różnymi organizmami. Tommy ma problemy w szkole. Według nauczycieli ma problem z autorytetem. Wraz z Dickiem próbują stworzyć więzi ojciec-syn.                                           |                                        |                  |     |
| 5 | Dick, Smoker                           | 6 lutego 1996    | 107 |
| Dick poznaje, co znaczy nałóg palenia papierosów. Zachęca do tego wszystkich Solomonów. Sally denerwuje się, że nie ma posłuchu u pozostałych członków załogi. Dick znika na dwa dni. Sally myśli, że to test mający na celu sprawdzenie, czy poradziłaby sobie z rolą dowódcy. Zaprowadza swoje porządki na strychu. Gdy okazuje się, że Dick naprawdę zniknął, Solomonowie rozpoczynają poszukiwania dowódcy. Znajdują go zatrzaśniętego na schodach w budynku przychodni. |                                        |                  |     |
| 6 | Green Eyed Dick                        | 13 lutego 1996   | 109 |
| Solomonowie odkrywają nowy rodzaj wyrażania uczuć – przytulanie. Harry ma nowego przyjaciela. Do domu w ślad za nim podążył piesek, którego zatrzymują w ramach obserwacji i poznania. Niestety właścicielka strychu jest uczulona na sierść, więc Harry zostaje zmuszony do oddania psa. Poznaje kobietę, której odda zwierzę w opiekę, a przy okazji udaje mu się ugrać coś dla siebie. Dick poznaje, co to zazdrość, gdy dr Albright odwiedza jej stary przyjaciel. Zaczyna się rywalizacja o jej uczucia. Zadaniem Sally w tym odcinku jest poznanie, na jakiej podstawie kobiety wybierają mężczyzn swojego życia.                                                                      |                                        |                  |     |
| 7 | Lonely Dick                            | 20 lutego 1996   | 110 |
| Dr Mary Albright wyjeżdża na urlop. Dick czuje się opuszczony. Próbuje na Ninie wymusić telefon kontaktowy do Mary. Sally udaje się do sklepu kosmetycznego po mydło, by ładniej pachnieć. Przy okazji otrzymuje nieodpłatnie próbki kosmetyków. Gdy jej się kończą, zachowuje się jak uzależniona. Wraca do sklepu po więcej, niestety, prezenterka handlowa może już tylko sprzedać produkty. Harry i Tommy zawierają nowe przyjaźnie. Przy okazji Harry zostaje zatrudniony. |                                        |                  |     |
| 8 | Body & Soul & Dick                     | 27 lutego 1996   | 113 |
| Solomonowie po raz pierwszy stykają się ze śmiercią. Dick ma wygłosić mowę pożegnalną na pogrzebie. Nie potrafi znaleźć nic pozytywnego, dotyczącego zmarłego, jako że nie był powszechnie lubiany. Wszyscy zaczynają zastanawiać się, co stanie się z ich ciałami po zakończeniu misji. Tommy doznaje sercowych rozterek. Musi wybrać między dziewczyną, z którą lubi spędzać czas a dziewczyną, która jest łatwa. |                                        |                  |     |
| 9 | Ab-dick-ted                            | 4 marca 1996     | 112 |
| Solomonowie poznają, co to trudy życia w rodzinie. Kłócą się non stop i działają sobie na nerwy. Dick dzieli się swoimi problemami z Mary. Skutkiem jest kolacja na poddaszu rodziny Dicka z dr Albright i jej bratem – Royem. Roy zabawia domowników opowieścią o tym, jak został porwany przez kosmitów. Sally, jako odpowiedzialna za bezpieczeństwo, proponuje pozbyć się brata Mary, który może stanowić zagrożenie dla ich misji. Tommy zostaje postawiony przez swoją dziewczynę August w trudnej sytuacji – ma wybrać, czy chce zaspokajać potrzeby swojej rodziny, czy swojej dziewczyny. Musi zdecydować, co jest dla niego najważniejsze. Dick zrozumiał, co to braterska miłość. |                                        |                  |     |
| 10 | Truth Or Dick                          | 12 marca 1996    | 102 |
| Tommy przeżywa rozterki dojrzewania. Na jego twarzy pojawia się pryszcz. Nie chce z tego powodu wychodzić z domu. Jego niechęć przełamuje kobieta, która wynajmuje Solomonom strych, zabierając go do centrum handlowego. Sally i Harry postanawiają ubiegać się o prawo jazdy. Jednocześnie, wraz z Dickiem, poznają, co to kłamstwo oraz "naginanie prawdy". |                                        |                  |     |
| 11 | The Art Of Dick                        | 19 marca 1996    | 111 |
| Dick dochodzi do wniosku, że Harry ma za dużo czasu, który spędza w domu. Wspólnie postanawiają znaleźć mu zajęcie – pracę. Sally włącza się w życie Komitetu Wyprzedaży Wypieków, gdzie już na pierwszym spotkaniu zostaje wybrana na nową przewodniczącą. Dick odkrywa sztukę. Razem z Harrym zaczynają uczęszczać na lekcje rysunku. Okazuje się, że Harry znalazł wreszcie rzecz, w której jest naprawdę dobry. Dick czuje zazdrość, gdyż po raz pierwszy ktoś okazał się lepszy od niego w jakiejś dziedzinie. Z artysty przeobraża się w "inspirację". |                                        |                  |     |
| 12 | Frozen Dick                            | 26 marca 1996    | 117 |
| Solomonowie poznają zmienność pór roku. Nadeszły chłody, a wraz z nimi pierwsze opady śniegu. Dr Albright oraz Dick zostali zaproszeni na rozdanie nagród Lou Leikiego. Mary nie cieszy wspólna podróż. Nina uświadamia Dicka, że są ludzie poddani stresowi oraz ci, którzy go powodują. On zalicza się do tej drugiej grupy. Harry znalazł nową pracę w wypożyczalni filmów. Sally omal nie przespała się ze studentem Dicka – Leonem, gdy myślała, że zamieć śnieżna to kolejna epoka lodowcowa, a oni są ostatnimi przedstawicielami rasy ludzkiej. |                                        |                  |     |
| 13 | Angry Dick                             | 2 kwietnia 1996  | 104 |
| Solomonowie zawierają nowe znajomości. Zaprzyjaźniają się z sąsiadami – Mullerowie. Dick poznaje uczucie gniewu, wręcz furii, gdy dochodzi do sprzeczki sąsiedzkiej. Dochodzi do rękoczynów. Sally uczy się od Patty Muller gotowania. |                                        |                  |     |
| 14 | The Dicks They Are A Changin'          | 9 kwietnia 1996  | 108 |
| Harry zapisuje się do wysyłkowego klubu CD, co wkrótce doprowadza go do szaleństwa. Okazuje się również, że Tommy, który miał zasięgnąć jak najwięcej informacji o Ziemi i jej mieszkańcach, w historii pominął lata 60., jak też nie utworzył teczek z danymi osobowymi o każdym z członków załogi. W związku z powyższym nie mają oni przeszłości. Dr Albright myli Dicka z osobą, którą poznała w przeszłości, w latach 60. Dick nie wyprowadza jej z błędu, gdyż ma to korzystny wpływ na ich wzajemne relacje. |                                        |                  |     |
| 15 | I Enjoy Being A Dick                   | 21 kwietnia 1996 | 116 |
| 16 | Dick Like Me                           | 23 kwietnia 1996 | 115 |
| Sally ma dość bycia zależną finansową od Dicka. Postanawia znaleźć sobie pracę. Wraz z Harrym pracują w barze serwującym naleśniki. Dick czuje się wykluczony z towarzystwa Niny i Mary, jako że jest mężczyzną. Dr Albright wraz ze swoją sekretarką wybierają się na cykliczny wykład, na którym spotykają się same kobiety. Dick czuje się urażony, że nie może w nim uczestniczyć, ale znajduje sposób, aby się tam znaleźć. Tommy przeżywa rozterki w związku z August. Kłopotliwe jest dla niego planowanie długofalowego związku z dziewczyną, gdy nie wie się, ile jeszcze pobędzie na Ziemi w związku z pełnioną misją.                                                             |                                        |                  |     |
| 17 | Assault With A Deadly Dick             | 30 kwietnia 1996 | 114 |
| 18 | Father Knows Dick                      | 7 maja 1996      | 119 |
| 19 | Selfish Dick                           | 14 maja 1996     | 120 |
| 20 | See Dick Run                           | 21 maja 1996     | 118 |

### Seria 2
| Nr      | Tytuł                                              | Premiera             | Kod |
| ------- | -------------------------------------------------- | -------------------- | --- |
| 1 (21)  | See Dick Continue To Run                           | 22 września 1996     | 201 |
| 2 (22)  | See Dick Continue To Run, Continued                | 22 września 1996     | 202 |
| 3 (23)  | Hotel Dick                                         | 29 września 1996     | 205 |
| 4 (24)  | Big Angry Virgin From Outer Space                  | 6 października 1996  | 203 |
| 5 (25)  | Much Ado About Dick                                | 13 października 1996 | 204 |
| 6 (26)  | Dick The Vote                                      | 27 października 1996 | 207 |
| 7 (27)  | Fourth And Dick                                    | 3 listopada 1996     | 206 |
| 8 (28)  | World's Greatest Dick                              | 10 listopada 1996    | 208 |
| 9 (29)  | My Mother the Alien                                | 17 listopada 1996    | 209 |
| 10 (30) | Gobble, Gobble, Dick, Dick                         | 24 listopada 1996    | 210 |
| 11 (31) | Dick Jokes                                         | 8 grudnia 1996       | 211 |
| 12 (32) | Jolly Old St. Dick                                 | 15 grudnia 1996      | 212 |
| 13 (33) | Proud Dick                                         | 5 stycznia 1997      | 213 |
| 14 (34) | Romeo & Juliet & Dick                              | 12 stycznia 1997     | 214 |
| 15 (35) | Guilty As Dick                                     | 2 lutego 1997        | 215 |
| 16 (36) | Dick On One Knee                                   | 16 lutego 1997       | 217 |
| 17 (37) | Same Old Song and Dick                             | 9 marca 1997         | 216 |
| 18 (38) | I Brake For Dick                                   | 16 marca 1997        | 218 |
| 19 (39) | Dick Behaving Badly                                | 23 marca 1997        | 219 |
| 20 (40) | Dickmalion                                         | 13 kwietnia 1997     | 220 |
| 21 (41) | Sensitive Dick                                     | 27 kwietnia 1997     | 221 |
| 22 (42) | Will Work For Dick                                 | 4 maja 1997          | 223 |
| 23 (43) | Fifteen Minutes Of Dick                            | 11 maja 1997         | 222 |
| 24 (44) | Dick And The Single Girl                           | 11 maja 1997         | 224 |
| 25 (45) | A Nightmare on Dick Street – część I (odcinek 3D)  | 18 maja 1997         | 225 |
| 26 (46) | A Nightmare on Dick Street – część II (odcinek 3D) | 18 maja 1997         | 226 |

### Seria 3
| Nr      | Tytuł                                                | Premiera             | Kod |
| ------- | ---------------------------------------------------- | -------------------- | --- |
| 1 (47)  | Fun with Dick and Janet – część I                    | 24 września 1997     | 301 |
| 2 (48)  | Fun with Dick and Janet – część II                   | 24 września 1997     | 302 |
| 3 (49)  | Tricky Dick                                          | 8 października 1997  | 305 |
| 4 (50)  | Dick-In-Law                                          | 15 października 1997 | 304 |
| 5 (51)  | Scaredy Dick                                         | 29 października 1997 | 306 |
| 6 (52)  | Moby Dick                                            | 5 listopada 1997     | 303 |
| 7 (53)  | Eleven Angry Men And One Dick                        | 12 listopada 1997    | 307 |
| 8 (54)  | A Friend In Dick                                     | 19 listopada 1997    | 308 |
| 9 (55)  | Seven Deadly Clips                                   | 3 grudnia 1997       | 327 |
| 10 (56) | Tom, Dick and Mary                                   | 3 grudnia 1997       | 309 |
| 11 (57) | Jailhouse Dick                                       | 17 grudnia 1997      | 310 |
| 12 (58) | Dick On A Roll                                       | 7 stycznia 1998      | 311 |
| 13 (59) | The Great Dickdater                                  | 21 stycznia 1998     | 312 |
| 14 (60) | 36! 24! 36! Dick – część I (The Super Bowl Episode)  | 25 stycznia 1998     | 313 |
| 15 (61) | 36! 24! 36! Dick – część II (The Super Bowl Episode) | 25 stycznia 1998     | 314 |
| 16 (62) | Pickles And Ice Cream                                | 28 stycznia 1998     | 315 |
| 17 (63) | Auto Eurodicka                                       | 4 lutego 1998        | 316 |
| 18 (64) | Stuck With Dick                                      | 25 lutego 1998       | 317 |
| 19 (65) | Portrait of Tommy as an Old Man                      | 25 lutego 1998       | 318 |
| 20 (66) | My Daddy's Little Girl                               | 1 kwietnia 1998      | 319 |
| 21 (67) | The Physics Of Being Dick                            | 15 kwietnia 1998     | 323 |
| 22 (68) | Just Your Average Dick (Part I)                      | 28 kwietnia 1998     | 320 |
| 23 (69) | Dick and the Other Guy (Part II)                     | 28 kwietnia 1998     | 321 |
| 24 (70) | Sally And Don's First Kiss                           | 6 maja 1998          | 322 |
| 25 (71) | When Aliens Camp                                     | 13 maja 1998         | 324 |
| 26 (72) | The Tooth Harry                                      | 20 maja 1998         | 325 |
| 27 (73) | Eat, Drink, Dick, Mary (Part I)                      | 20 maja 1998         | 326 |

### Seria 4
| Nr      | Tytuł                                        | Premiera             | Kod |
| ------- | -------------------------------------------- | -------------------- | --- |
| 1 (74)  | Dr. Solomon's Traveling Alien Show (Part II) | 23 września 1998     | 402 |
| 2 (75)  | Power Mad Dick                               | 7 października 1998  | 401 |
| 3 (76)  | Feelin' Albright                             | 14 października 1998 | 403 |
| 4 (77)  | Collect Call For Dick                        | 21 października 1998 | 404 |
| 5 (78)  | What's Love Got To Do, Got To Do With Dick?  | 28 października 1998 | 405 |
| 6 (79)  | I Am Dick Pentameter!                        | 4 listopada 1998     | 406 |
| 7 (80)  | DIII: Judgement Day                          | 11 listopada 1998    | 407 |
| 8 (81)  | Indecent Dick                                | 9 grudnia 1998       | 410 |
| 9 (82)  | Happy New Dick                               | 15 grudnia 1998      | 409 |
| 10 (83) | Two-Faced Dick                               | 5 stycznia 1999      | 411 |
| 11 (84) | Dick Solomon of the Indiana Solomons         | 12 stycznia 1999     | 408 |
| 12 (85) | Dick And Taxes                               | 2 lutego 1999        | 415 |
| 13 (86) | Sally Forth                                  | 9 lutego 1999        | 412 |
| 14 (87) | Paranoid Dick                                | 16 lutego 1999       | 414 |
| 15 (88) | The House That Dick Built                    | 23 lutego 1999       | 413 |
| 16 (89) | Superstitious Dick                           | 2 marca 1999         | 416 |
| 17 (90) | Y2dicK                                       | 16 marca 1999        | 417 |
| 18 (91) | Dick 'The Mouth' Solomon                     | 6 kwietnia 1999      | 418 |
| 19 (92) | Citizen Solomon                              | 29 kwietnia 1999     | 420 |
| 20 (93) | Alien Hunter                                 | 4 maja 1999          | 422 |
| 21 (94) | Dick v. Strudwick                            | 11 maja 1999         | 419 |
| 22 (95) | Near Dick Experience                         | 18 maja 1999         | 421 |
| 23 (96) | Dick's Big Giant Headache – część I          | 25 maja 1999         | 423 |
| 24 (97) | Dick's Big Giant Headache – część II         | 25 maja 1999         | 424 |

### Seria 5
| Nr       | Tytuł                                      | Premiera          | Kod |
| -------- | ------------------------------------------ | ----------------- | --- |
| 1 (98)   | Episode I: The Baby Menace                 | 21 września 1999  | 501 |
| 2 (99)   | Dick For Tat                               | 28 września 1999  | 502 |
| 3 (100)  | The Fifth Solomon                          | 2 listopada 1999  | 505 |
| 4 (101)  | Dial M For Dick                            | 9 listopada 1999  | 504 |
| 5 (102)  | Dick And Tuck                              | 16 listopada 1999 | 503 |
| 6 (103)  | Dick, Who's Coming To Dinner               | 23 listopada 1999 | 507 |
| 7 (104)  | Sex And The Sally                          | 30 listopada 1999 | 509 |
| 8 (105)  | Charitable Dick                            | 14 grudnia 1999   | 508 |
| 9 (106)  | The Loud Solomon Family: A Dickumentary    | 11 stycznia 2000  | 506 |
| 10 (107) | Gwen, Larry, Dick & Mary                   | 25 stycznia 2000  | 512 |
| 11 (108) | Dick Puts the ID in Cupid                  | 8 lutego 2000     | 514 |
| 12 (109) | The Big Giant Head Returns                 | 22 lutego 2000    | 517 |
| 13 (110) | Rutherford Beauty                          | 22 lutego 2000    | 511 |
| 14 (111) | This Little Dick Went To Market            | 14 marca 2000     | 518 |
| 15 (112) | Youth Is Wasted On The Dick                | 21 marca 2000     | 515 |
| 16 (113) | Dick Strikes Out                           | 28 marca 2000     | 510 |
| 17 (114) | Shall We Dick?                             | 18 kwietnia 2000  | 513 |
| 18 (115) | Dick and Harry Fall In A Hole              | 2 maja 2000       | 519 |
| 19 (116) | Frankie Goes To Rutherford                 | 9 maja 2000       | 520 |
| 20 (117) | Dick Solomon's Day Off                     | 16 maja 2000      | 516 |
| 21 (118) | The Big Giant Head Returns Again, część I  | 23 maja 2000      | 521 |
| 22 (119) | The Big Giant Head Returns Again, część II | 23 maja 2000      | 522 |

### Seria 6
| Nr       | Tytuł                                  | Premiera             | Kod |
| -------- | -------------------------------------- | -------------------- | --- |
| 1 (120)  | Les Liaisons Dickereuses               | 24 października 2000 | 609 |
| 2 (121)  | Fear and Loathing in Rutherford        | 31 października 2000 | 603 |
| 3 (122)  | InDickscretion                         | 14 listopada 2000    | 605 |
| 4 (123)  | Dick'll Take Manhattan, część I        | 21 listopada 2000    | 612 |
| 5 (124)  | Dick'll Take Manhattan, część II       | 28 listopada 2000    | 613 |
| 6 (125)  | Why Dickie Can't Teach                 | 5 grudnia 2000       | 606 |
| 7 (126)  | B.D.O.C.                               | 12 grudnia 2000      | 602 |
| 8 (127)  | Red, White & Dick                      | 19 grudnia 2000      | 604 |
| 9 (128)  | Dick Digs                              | 9 stycznia 2001      | 601 |
| 10 (129) | There's No Business Like Dick Business | 16 stycznia 2001     | 610 |
| 11 (130) | A Dick Replacement                     | 30 stycznia 2001     | 607 |
| 12 (131) | Dick's Ark                             | 6 lutego 2001        | 608 |
| 13 (132) | You Don't Know Dick                    | 13 lutego 2001       | 616 |
| 14 (133) | My Mother, My Dick                     | 20 lutego 2001       | 611 |
| 15 (134) | Glengarry Glen Dick                    | 17 kwietnia 2001     | 614 |
| 16 (135) | Dick Soup For The Soul                 | 1 maja 2001          | 615 |
| 17 (136) | Mary Loves Scoochie, część I           | 8 maja 2001          | 617 |
| 18 (137) | Mary Loves Scoochie, część II          | 15 maja 2001         | 618 |
| 19 (138) | The Thing That Wouldn't Die, część I   | 22 maja 2001         | 619 |
| 20 (139) | The Thing That Wouldn't Die, część II  | 22 maja 2001         | 620 |